# Перевага білих
Перевага білих, або білий супремасизм — ідеологія білого расизму, яка визначає білу людину такою, що перевершує інших людей за расовими особливостями.
Перевага білих з ідеєю расизму в цілому заснована на етноцентризмі і прагненні до політичної та економічної гегемонії. Найчастіше під дискримінацію підпадають вихідці з Африки на південь від Сахари, корінні народи Америки та Океанії, азійці, люди Близького Сходу, євреї, мусульмани.
Ця ідеологія була введена в дію через соціально-економічні та правові структури, такі як трансатлантична работоргівля, закони Джима Кроу в Сполучених Штатах, політика Білої Австралії з 1890-х до середини 1970-х років та апартеїд у Південній Африці. Ця ідеологія також втілена в громадському русі «Влада білих». З початку 1980-х років рух Білої сили намагався повалити уряд Сполучених Штатів і створити білу етнодержаву за допомогою воєнізованої тактики.